# 파초속
파초속(Musa)은 파초과의 2~3가지 속 가운데 하나로, 여기에는 바나나와 플랜틴이 포함된다. 파초속에는 알려진 것만 약 70종이 있으며, 여러 용도에 사용된다. 파초속의 종들은 일부 나비목 유생에게는 식용 작물로 사용된다.

## 같이 보기
- 바나나
- 플랜틴
- 파초